# Free Judgement
『Free Judgement』（フリー・ジャッジメント）は、1995年2月8日に発売された鵜島仁文のアルバム。

## 概要
デビュー曲からのシングル4作を収録したアルバム。
2017年1月15日、リマスターされ、ボーナストラックを追加した「Remaster Deluxe Edition」として配信開始。CDは同年1月23日、Amazon.co.jpよりオンデマンドで発売。

## 収録曲
Remaster Deluxe Editionは編曲のクレジットなし。以下の表記はオリジナル盤および各シングルに基く。また、Remaster Deluxe Editionでは英字表記が変更されている箇所があるため、備考として旧表記を記載する。
| 全作詞・作曲: 鵜島仁文（特記以外）。 |                                    |                       |                       |                    |                                |      |
| #                                    | タイトル                           | 作詞                  | 作曲・編曲            | 編曲               | 旧表記                         | 時間 |
| 1.                                   | 「Live」                           | 鵜島仁文 （特記以外） | 鵜島仁文 （特記以外） | 鵜島仁文、岸利至   | LIVE[liv]                      | 4:13 |
| 2.                                   | 「Brand Kiss 〜世界にひとつ〜」    | 鵜島仁文 （特記以外） | 鵜島仁文 （特記以外） | 鵜島仁文、平岩嘉信 |                                | 4:00 |
| 3.                                   | 「煌めく君を見ていたい」           | 鵜島仁文 （特記以外） | 鵜島仁文 （特記以外） | 鵜島仁文、岸利至   |                                | 3:33 |
| 4.                                   | 「You Like That, Too, Don't You?」 | 鵜島仁文 （特記以外） | 鵜島仁文 （特記以外） | 鵜島仁文、岸利至   | You like that, too, don't you? | 4:34 |
| 5.                                   | 「Lonely Man」                     | 鵜島仁文 （特記以外） | 鵜島仁文 （特記以外） | 鵜島仁文、岸利至   | LONELY MAN                     | 3:50 |
| 6.                                   | 「マリナ」                         | 鵜島仁文 （特記以外） | 鵜島仁文 （特記以外） | 鵜島仁文、岸利至   |                                | 4:38 |
| 7.                                   | 「Trust You Forever」              | 鵜島仁文 （特記以外） | 鵜島仁文 （特記以外） | 鵜島仁文、岸利至   |                                | 3:52 |
| 8.                                   | 「Tears Stream Down The Blues」    | 鵜島仁文 （特記以外） | 鵜島仁文 （特記以外） | 鵜島仁文、岸利至   | TEARS STREAM DOWN THE BLUES    | 5:02 |
| 9.                                   | 「夢を追いかけすぎて」             | 鵜島仁文 （特記以外） | 鵜島仁文 （特記以外） | 鵜島仁文、岸利至   |                                | 5:12 |
| 10.                                  | 「10 Years Later」                 | 鵜島仁文 （特記以外） | 鵜島仁文 （特記以外） | 鵜島仁文、岸利至   | Ten Years Later                | 4:49 |
| 11.                                  | 「わりとルーズな僕だけど」         | 鵜島仁文 （特記以外） | 鵜島仁文 （特記以外） | 鵜島仁文、岸利至   |                                | 3:05 |
| 12.                                  | 「Flying In The Sky」              | 鵜島仁文 （特記以外） | 鵜島仁文 （特記以外） | 鵜島仁文、樫原伸彦 | FLYING IN THE SKY              | 3:44 |

| #         | タイトル                                               | 作詞      | 作曲・編曲 | 編曲             | 旧表記                 | 時間 |
| --------- | ------------------------------------------------------ | --------- | ---------- | ---------------- | ---------------------- | ---- |
| 13.       | 「Heart & Body」                                       |           |            | 井上日徳         | HEART AND BODY         | 4:02 |
| 14.       | 「Beat the Wall」                                      |           |            | 鵜島仁文、岸利至 |                        | 4:05 |
| 15.       | 「I'll Trust You Forever」(英語詞：ブライアン・ペック) |           |            | 鵜島仁文、岸利至 | I'LL TRUST YOU FOREVER | 3:55 |
| 合計時間: | 合計時間:                                              | 合計時間: | 合計時間:  | 62:34            |                        |      |

## 曲解説
1. Live
2. Brand Kiss〜世界にひとつ〜
2作目のシングル曲。オートバックスCMソング/FM宮崎・FM福井『ZIP ZAP STUDIO』オープニングテーマ。
3. 煌めく君を見ていたい
「わりとルーズな僕だけど」のc/w。
4. You Like That, Too, Don't You?
5. Lonely Man
6. マリナ
「Brand Kiss 〜世界にひとつ〜」のc/w。
7. Trust You Forever
3作目のシングル曲。テレビアニメ『機動武闘伝Gガンダム』後期オープニングテーマ。
8. Tears Stream Down The Blues
9. 夢を追いかけすぎて
鵜島が中学生の時、初めて作詞作曲した歌。自身のライブでもこの曲への思い入れを語っていた。
10. 10 Years Later
11. わりとルーズな僕だけど
4作目のシングル曲。
12. Flying In The Sky
鵜島のデビュー曲で、『Gガンダム』前期オープニングテーマ。オリジナル盤では本作用にイントロを短縮し、コーラスを一部カットしたアルバムバージョンを収録していたが、Remaster Deluxe Editionではシングルバージョンに差し替えられている。
13. Heart & Body
「FLYING IN THE SKY」のc/w。Remaster Deluxe Editionにてアルバム初収録。
14. Beat The Wall
「Trust You Forever」のc/w。Remaster Deluxe Editionにてアルバム初収録。
15. I'll Trust You Forever
「Trust You Forever」の英語バージョン。『Gガンダム』のサウンドトラック・アルバム『機動武闘伝Gガンダム GUNDAM FIGHT ROUND 5』にのみ収録されていたもの。